# 中村新太郎

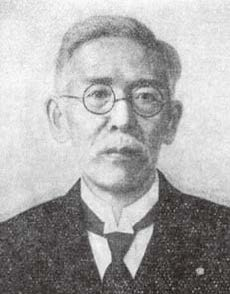
中村新太郎

中村 新太郎（なかむら しんたろう 1881年4月21日 - 1941年12月8日）は、日本の地質学者。
東京府東京市下谷区御徒町生まれ。東京府立第一中学校などを経て、1906年に東京帝国大学理科大学地質学科卒業。広島高等師範学校講師、農商務省地質調査所・朝鮮総督府技師などを経て、1919年、京都帝国大学助教授就任。のち教授、名誉教授に。
京大教授時代、新設なった理学部地質学鉱物学教室地史学講座を担当。1937～1938年日本古生物学会会長，また1940年日本地質学会会長となる。常磐炭田や赤石山脈などの地質構造解明で知られている。墓所は多磨霊園。

## 著書
- 中村新太郎　『朝鮮鉱床論の片鱗』　古今書院〈古今書院パンフレツト〉、1928年。
- 中村新太郎編、小川琢治　『地学論叢 - 小川博士還暦記念』　弘文堂書房、1930年。
- 中村新太郎　『鉱物学教授資料』　星野書店、1932年。
- 中村新太郎ほか　『朝鮮地名研究集成』　草風館、1994年、ISBN 4-88323-073-2。